# Cyberathlete Professional League
Cyberathlete Professional League, CPL, var en organisation som anordnade professionella tävlingar inom e-sport. Organisationen grundades i september 1997 av Angel Munoz (född 6 mars 1960 i New York) och var då den största organisationen av detta slag.
Counter-Strike har varit ett av de större spelen i CPL, men 2007 övergick CPL till first person shooter-spelet F.E.A.R. på grund av brist på sponsorer. I mars 2008 drabbades CPL av konkurs och tvingades lägga ned sin verksamhet. CPL startade igen i augusti 2010 som en webbsida med ambitionen att åter kunna vara värd för tävlingar inom e-sport. Spel som CPL under åren har anordnat tävlingar i är Warcraft, Quake (I,II,III och IV), Painkiller, F.E.A.R., Doom 3, Halo 2, Midtown Madness 2, Unreal Tournament, Counter-Strike och Counter-Strike: Source.